# Striga linearifolia
Striga linearifolia är en snyltrotsväxtart som först beskrevs av Heinrich Christian Friedrich Schumacher och Thonn., och fick sitt nu gällande namn av Frank Nigel Hepper. Striga linearifolia ingår i släktet Striga och familjen snyltrotsväxter. Inga underarter finns listade i Catalogue of Life.